# Peter Piot
Pour les articles homonymes, voir Piot.
Le baron Peter Karel Piot, né le 17 février 1949 à Keerbergen, dans la province du Brabant flamand (Belgique), est un médecin et microbiologiste belge, qui a été le directeur exécutif de l'Onusida, le programme de l'ONU destiné à coordonner ses autres agences pour lutter contre le Sida, depuis sa création en 1995 jusqu'au 1er décembre 2008.
Il est aussi connu, à tort, pour avoir le premier identifié le virus Ebola en septembre  1976,, annonçant une première épidémie qui allait alors toucher 318 personnes et en tuer 280.

## Biographie
Né en Belgique en 1949, Piot parle couramment trois langues ; il est l’auteur de seize ouvrages et de plus de 500 articles scientifiques. Il est membre de l’Institut de médecine de l’Académie nationale des sciences des États-Unis, de l’Académie royale de médecine de Belgique néerlandophone, de l'Académie nationale de médecine française et membre du Collège royal de médecine de Londres (Royaume-Uni).
En 1974, il obtient un doctorat en médecine à l'université de Gand en Belgique et aurait co-découvert en 1976, selon une certaine presse, le virus Ebola. En 1980, il reçoit un PhD en microbiologie à l'université d'Anvers et devient professeur de microbiologie et de santé publique à Institut de médecine tropicale Prince Léopold à Anvers, et aux universités de Nairobi, Bruxelles et Lausanne. Il participe à la mise en place du premier projet international pour lutter contre le SIDA en Afrique à Kinshasa. De 1991 à 1994, il est président de l'International AIDS Society. En 1992, il est directeur associé du Programme mondial de lutte contre le SIDA de l'OMS et en 1995, directeur exécutif de l'ONUSIDA. En 2010, il est directeur de la London School of Hygiene & Tropical Medicine à Londres.
À l'occasion de son enseignement au Collège de France (chaire « Savoirs contre pauvreté », 2009-2010), il a rédigé une synthèse « grand public » de 30 ans de lutte contre le Sida, sans négliger les aspects géopolitiques, culturels, sociaux, et l'importance de la mobilisation de la société civile dans la construction d'une mobilisation transnationale contre le Sida.
En décembre 2007, le baron Peter Piot a été élu président de la Fondation Roi Baudouin.
Actuellement[Quand ?], il est professeur et directeur d'école d'hygiène et médecine tropicale à Londres (London School of Hygiene ans Tropical Médicine) où il travaille avec l'anthropologue américaine Heidi Larson, sa seconde épouse.
En 2012, il publie son autobiographie en anglais et en néerlandais où il relate sa carrière et la vie qu'il a consacrée à la recherche des virus mortels.

## Distinctions
- Docteur honoris causa de l'université d'Anvers (1997)[10]
- Docteur honoris causa de l'Université Catholique de Louvain, le 9 février 2021.
- Docteur honoris causa de la VUB
- Membre de l'Académie royale des sciences d'outre-mer
- Officier de l'ordre national du Léopard
- Officier de l'ordre national du Lion du Sénégal
- Prix Mère Thérésa (2008)
- Hideyo Noguchi Africa Prize (2013)[11]
- Prix Prince Mahidol (2013)
- Honorary Knight Commander of the Most Distinguished Order of St Michael and St George (2017)[12]

Il a été élevé au rang de baron par le roi des Belges Albert II en 1995. Sa devise est Ken Uzelf. 
Il a reçu de nombreuses distinctions pour ses réalisations dans le domaine de la science et de la société.

## Publications

### Ouvrages
en français
- Peter Piot, Bila M. Kapita, Elisabeth N. Ngugi, [et al.], Le SIDA en Afrique : manuel du praticien, Genève, Organisation mondiale de la santé, 1993, VIII-131 p.  (ISBN 92-4-254435-3)
- E. Van Dyck, A. Z. Meheus, P. Piot, Diagnostic au laboratoire des maladies sexuellement transmissibles, Genève, Organisation mondiale de la santé, 2000, XI-142 p.  (ISBN 92-4-254501-5)
- L'épidémie du sida : mondialisation des risques, transformations de la santé publique et développement : [leçon inaugurale prononcée le jeudi 7 janvier 2010], [Paris], Collège de France, Fayard, coll. « Leçon inaugurale - Collège de France », no 210, 2010, 63 p.  (ISBN 978-2-213-65494-2)
- (avec la collab. de Michel Caraël), Le sida dans le monde : entre science et politique, Paris, O. Jacob, 2011, 287 p.  (ISBN 978-2-7381-2687-0)

issu de 10 leçons données au Collège de France dans le cadre de la chaire « Savoirs contre pauvreté », 2009-2010, in Travaux du Collège de France  (ISSN 1265-9835)
- Peter Piot avec Ruth Marshall, (trad. par Jean-Clément Nau), Une course contre la montre : mes combats contre les virus mortels, sida et Ebola, Paris, O. Jacob, 2015, 410 p.  (ISBN 978-2-7381-3260-4)

traduit de : No time to lose : a life in pursuit of deadly viruses
en anglais
- No Time to Lose: A Life in Pursuit of Deadly Viruses, WW Norton & Company, 2012

traduit en néerlandais sous le titre : Geen tijd te verliezen et publié chez Lannoo

## Hommage
- (19175) Peterpiot, astéroïde nommé en son honneur.